# Sistema de Financiación Autonómica
El Sistema de Financiación Autonómica (sigla SFA) es el conjunto de normas que rigen la redistribución del presupuesto español entre las comunidades autónomas y las ciudades autónomas de Ceuta y Melilla. En total, se redistribuye entre las autonomías el 33 % del presupuesto, mientras que el Gobierno central controla aproximadamente un 56 % del gasto y los ayuntamientos y otras entidades locales el restante 11 %.  El actual modelo de régimen común se aprobó en 2009 con arreglo a la ley 22/2009, de 18 de diciembre, por la que se regula el sistema de financiación de las Comunidades Autónomas de régimen común y Ciudades con Estatuto de Autonomía y se modifican determinadas normas tributarias.  El sistema se nutre de los tributos que las comunidades autónomas comparten con el Estado (50% del IRPF, 50% del IVA y 58% de impuestos especiales), así como los tributos que las comunidades tienen cedidos totalmente (como sucesiones y donaciones) y las aportaciones estatales finalistas. Desde 2023, el Ministerio de Hacienda cuenta con una propuesta de reforma surgida de la Comisión de Expertos del Comité Técnico Permanente de Evaluación (CTPE), dependiente de la Secretaría General de Financiación Autonómica y Local (SGFAL).  En 2024, las comunidades de régimen común y las ciudades autónomas recibirán un total de 154 467 millones de euros, un 14,9 % más respecto a 2023. La cifra incluye los 134 658 millones de las entregas a cuenta (8,3 % más que en 2023) y la liquidación de 2022, que asciende a 20 746 millones. 

## Régimen foral vs régimen común
La Constitución Española se refiere al sistema de financiación de las Comunidades Autónomas en los artículos 156 a 158. Asimismo, en sus apartados finales, reconoce las especialidades de los territorios forales y de las Islas Canarias. En concreto, el artículo 156 establece los principios del sistema: autonomía financiera, coordinación y solidaridad. En el artículo 157 se enumeran los recursos de las Comunidades Autónomas y remite su regulación a una ley orgánica. En el artículo 158 se establecen los instrumentos para hacer efectivo el principio de solidaridad. Además, la Disposición Adicional Primera se refiere a los territorios forales y la Disposición Adicional Tercera a la modificación del régimen económico y fiscal del archipiélago canario. Finalmente, la Disposición Transitoria Quinta ha permitido la constitución de Ceuta y Melilla como ciudades con Estatuto de Autonomía. 
Los dos modelos de financiación de las Comunidades Autónomas españolas se denominan régimen foral y régimen común. Al primero se adscriben las comunidades de Navarra y País Vasco, regiones a las que la Constitución española de 1978 reconoce su régimen fiscal. Las comunidades de régimen común son quince, a las que se suman Ceuta y Melilla como ciudades autónomas. A su vez, dentro del régimen común, Canarias posee un régimen económico y fiscal especial por razones históricas y geográficas, régimen que se asimila al que da la Unión Europea a las regiones ultraperiféricas. Ceuta y Melilla además disponen de un régimen de fiscalidad indirecta especial que aplica el Impuesto sobre la Producción, los Servicios y la Importación en lugar del IVA.
Junto con los recursos que el sistema de financiación proporciona a las Comunidades Autónomas, hay que añadir el resto de recursos de que estas disponen: tributos propios, transferencias de los Presupuestos Generales del Estado, fondos de la Unión Europea. De igual manera, las Comunidades Autónomas pueden obtener financiación acudiendo al endeudamiento, siempre limitado por las normas estatales y con la autorización del Ministerio de Hacienda.

## Características
El sistema identifica las necesidades de cada comunidad autónoma y dispone los recursos financieros que se le deben transferir para hacer frente a sus obligaciones y servicios públicos. El objetivo del reparto es lograr la nivelación entre comunidades autónomas, es decir, que todos los gobiernos autonómicos tengan los recursos necesarios para prestar un nivel de servicios homogéneos a sus ciudadanos, independientemente del nivel de renta de la comunidad autónoma. Estas se financian a través de varios fondos, el más importante es el Fondo de Garantía de Servicios Públicos Fundamentales (FGSPF) y es el principal instrumento de nivelación de los servicios. Con él se trata de garantizar en todo el territorio un nivel mínimo en los servicios públicos fundamentales. Se consideran como tales la educación, la sanidad y los servicios sociales esenciales. El Fondo de Garantía asigna los recursos en función del criterio de población ajustada. Esta variable pondera la población real en función de aspectos demográficos y geográficos —envejecimiento, superficie, etcétera—. Después entran en acción otros fondos, que emplean criterios distintos, a veces contradictorios entre ellos, y que acaban distorsionando el reparto. 

##### Población ajustada
Es una variable que refleja la necesidad de gasto de cada comunidad ―y en función de ello se reparten los recursos tras ponderar el número de habitantes según factores demográficos y geográficos. Dentro de esta variable, la llamada población protegida equivalente se establece a efectos del sistema de salud y ha sido ponderada en un 38%, seguida del número total de residentes (30%), el de niños en edad escolar (20,5%) y el de mayores de 65 años (8,5%). Los factores geográficos, pese a que hay comunidades más extensas que otras, tienen una importancia relativa: un 1,8% la superficie, un 0,6% la dispersión poblacional y un 0,6% la insularidad. Entre todas las ponderaciones suman 100 %.

#### Nuevas variables
Las nuevas variables que se estudia introducir van desde una partida de costes fijos hasta un indicador de pobreza o exclusión (parados que no cobran prestación contributiva). También se han barajado cambios en la variable de necesidades educativas para incorporar a los jóvenes que cursan ciclos formativos de grado superior y alumnos universitarios (el modelo actual evalúa las necesidades en materia de educación tomando como variable la población de 0 a 16 años). Además, se quieren introducir ponderaciones por tramos de edad en la población de más de 65 años y se ha propuesto además la actualización del indicador de necesidades del gasto sanitario. Otro nuevo indicador propuesto es el de la despoblación, que sirve para contentar a la denominada ‘España vaciada’.

## Distribución de la renta
Con datos de 2022, la distribución de la renta autonómica total y per cápita en las comunidades autónomas españolas, según el sitio web Datosmacro y de acuerdo con sus presupuestos, es la que sigue, clasificados según su nivel de renta per cápita. Esta clasificación ha variado notablemente desde 2009,  aunque la diferencia entre comunidades sigue siendo notable: Navarra se acerca a los 8 000 euros de renta per cápita, mientras Andalucía, la más poblada, apenas pasa de 4 000 euros per cápita. El caso de la Comunidad de Madrid es excepcional, pues sus datos sitúan su renta en 3 796 euros per cápita, aunque no se computan las grandes inversiones estatales en la comunidad. Cabe destacar que Madrid, por su condición de capital del país, y Barcelona, por sus características como segunda ciudad más grande, tienen regímenes económicos y administrativos especiales.
| Comunidades autónomas Ingresos per cápita      |                        |                 |                    |
| #                                              | CCAA                   | Ingresos (2022) | Ingr./pers. (2022) |
| 1                                              | Navarra                | 5 273 127       | 7 849€             |
| 2                                              | Extremadura            | 6 381 008       | 6 053€             |
| 3                                              | La Rioja               | 1 939 235       | 6 017€             |
| 4                                              | País Vasco             | 13 140 5770     | 5 922€             |
| 5                                              | Cantabria              | 3 342 637       | 5 682€             |
| 6                                              | Cataluña               | 44 573 733      | 5 645€             |
| 7                                              | Castilla-La Mancha     | 11 436 318      | 5 497€             |
| 8                                              | Comunidad Valenciana   | 28 468 015      | 5 458€             |
| 9                                              | Islas Baleares         | 6 397 822       | 5 299€             |
| 10                                             | Principado de Asturias | 5 289 634       | 5 257€             |
| 11                                             | Aragón                 | 6 991 666       | 5 182€             |
| 12                                             | Galicia                | 13 107 581      | 4 856€             |
| 13                                             | Castilla y León        | 11 235 461      | 4 718€             |
| 14                                             | Canarias               | 9 973 597       | 4 509€             |
| 15                                             | Región de Murcia       | 6 962 802       | 4 486€             |
| 16                                             | Andalucía              | 36 074 925      | 4 207€             |
| 17                                             | Comunidad de Madrid    | 25 999 172      | 3 796€             |
| Ciudades autónomas                             |                        |                 |                    |
| 18                                             | Ceuta                  | 389 540         | 4 592€             |
| 19                                             | Melilla                | 362 023         | 4 234€             |
| * fuente: Datosmacro, 2024. En miles de euros. |                        |                 |                    |

## Deuda autonómica
En total, la deuda autonómica española superaba en el IV trimestre de 2023 los 325.234 millones de euros. Con datos del IV trimestre de 2023, la deuda acumulada por las Comunidades autónomas españolas es la que sigue, si las clasificamos por el tamaño de la deuda en relación a su PIB: Se puede observar que la Comunidad Valenciana es la comunidad autónoma más endeudada, con más de un 42% de su PIB, frente a la menos endeudada que es Navarra, cuya deuda es del 12,00% de su PIB.
| Comunidades autónomas Deuda                       |                        |                           |               |
| #                                                 | CCAA                   | Deuda (IV trimestre 2023) | Deuda (% pib) |
| 1                                                 | Comunidad Valenciana   | 57 993                    | 42 20%        |
| 2                                                 | Castilla-La Mancha     | 16 156                    | 31 90%        |
| 3                                                 | Región de Murcia       | 12 139                    | 31 20%        |
| 4                                                 | Cataluña               | 85 986                    | 31 00%        |
| 5                                                 | Islas Baleares         | 8 579                     | 22 30%        |
| 6                                                 | Extremadura            | 5 322                     | 21 80%        |
| 7                                                 | Aragón                 | 9 186                     | 20 30%        |
| 8                                                 | Castilla y León        | 13 865                    | 19 90%        |
| 9                                                 | Cantabria              | 3 316                     | 19 90%        |
| 10                                                | Andalucía              | 36 649                    | 19 80%        |
| 11                                                | Galicia                | 12 170                    | 16 10%        |
| 12                                                | La Rioja               | 1 625                     | 15 70%        |
| 13                                                | Principado de Asturias | 4 243                     | 15 10%        |
| 14                                                | Comunidad de Madrid    | 35 875                    | 12 60%        |
| 15                                                | País Vasco             | 10 661                    | 12 40%        |
| 16                                                | Canarias               | 6 518                     | 12 20%        |
| 17                                                | Navarra                | 2 951                     | 12 00%        |
| * fuente: Datosmacro, 2024. En millones de euros. |                        |                           |               |